# فريدريك شتادلر
فريدريك شتادلر (بالألمانية: Friedrich Stadler)‏ هو مؤرخ نمساوي، ولد في 17 يوليو 1951 في Zeltweg ‏ في النمسا.